# 垰智子
垰 智子（たお ともこ、1983年1月25日 ‐）は、日本のファッションモデル。
山口県徳山市（現・周南市）出身。

## 来歴・人物
国立大島商船高等専門学校・航海科を首席で卒業。
航海実習では海王丸、蒸気船、タービン船を乗り継いで世界一周した。
1級小型船舶操縦士、航海士の免許を取得している。
就職で東京へ上京後、母親と銀座を歩いている時に声をかけられたのがきっかけで読者モデルとしての活動を開始。
その後、様々な雑誌の読者モデル・サロンモデルを務めた。
日本化粧品検定1級を取得後コスメコンシェルジュとしての資格も保持。
現在は、フリーモデル・コスメコンシェルジュとしても活躍している。
2018年から一般社団法人 全日本船舶職員協会の広報大使を務める。
趣味はスキューバダイビング、ピアノ。

## 出演

### 雑誌
- Cancam（小学館）
- AneCan（小学館）[9]
- Steady（宝島社）[10]
- mini（宝島社）
- CLASSY.（光文社）
- VOCE（講談社）[11]
- 美的（小学館）
- MISS（世界文化社）
- MISS Wedding (世界文化社）
- ゼクシィ (リクルート）
- Gainer（光文社）
- ゼクシィPremier（リクルート）
- ゼクシィBaby（リクルート）
- じゃらん（リクルート）
- 東京ウォーカー（角川文庫）
- 美人百花（角川書店）
- andGIRL(ソニー・ミュージックエンタテインメント）[12][13][14]
- anan（マガジンハウス）[15]

その他にも多数の雑誌でモデルを務める。

### ラジオ
- ニッポン放送「SuounoDolce」ラジオパーソナリティー
- Rakuten 「Crimson FM 」ラジオレギュラー

### ショー
- ゼクシィウエディングショー
- みんなのウエディングショー

### イベント
- 阪急Men's館×Safari トークショー
- 赤坂Sakasu トークショー